# Aspergillus nomius
Aspergillus nomius är en svampart som beskrevs av Kurtzman, B.W. Horn & Hesselt. 1987. Aspergillus nomius ingår i släktet Aspergillus och familjen Trichocomaceae.   Inga underarter finns listade i Catalogue of Life.